# 린 코언
린 코언(Lynn Cohen, 1933년 8월 10일 ~ 2020년 2월 14일)은 미국의 배우이다.

## 출연 목록
- 맨해튼 미스터리 (1993)
- 뮌헨 (2005) - 골다 메이어 역
- 내가 찍은 그녀는 최고의 슈퍼스타 (2006) - 머피 모리슨 역